# Sóngoro cosongo
Sóngoro cosongo es un libro de poesía del escritor cubano Nicolás Guillén. Publicado tras Los motivos del son, le consagró como gran poeta. Se publicó en 1931. Pertenece a la poesía mulata en la que Guillén reelabora ritmos, léxico y formas expresivas del habla y la canción afrocubanas. Sus poesías unen el poema con el ritmo del son cubano.

- Datos: Q6137347